# Barranc de la Masia (Hortoneda)
El barranc de la Masia, anomenat llau de la Masia en el primer tram del seu recorregut, és un barranc del terme de Conca de Dalt, al Pallars Jussà; pertany a l'antic terme d'Hortoneda de la Conca.
Es forma, com a llau, al nord-oest d'Hortoneda, al nord de l'Horta d'Hortoneda, des d'on davalla en direcció oest-nord-oest. Passa a migdia del Solà d'Hortoneda, i va deixant a l'esquerra -sud-oest- successivament els paratges dels Serrats, la Font de l'Escolà i la Masia i s'adreça a migdia de la casa de la Molina, on es troba amb el barranc del Rebollar per tal de formar, entre tots dos, el barranc de la Molina just al sud-oest de la casa de la Molina.